# Veta Vizcaína

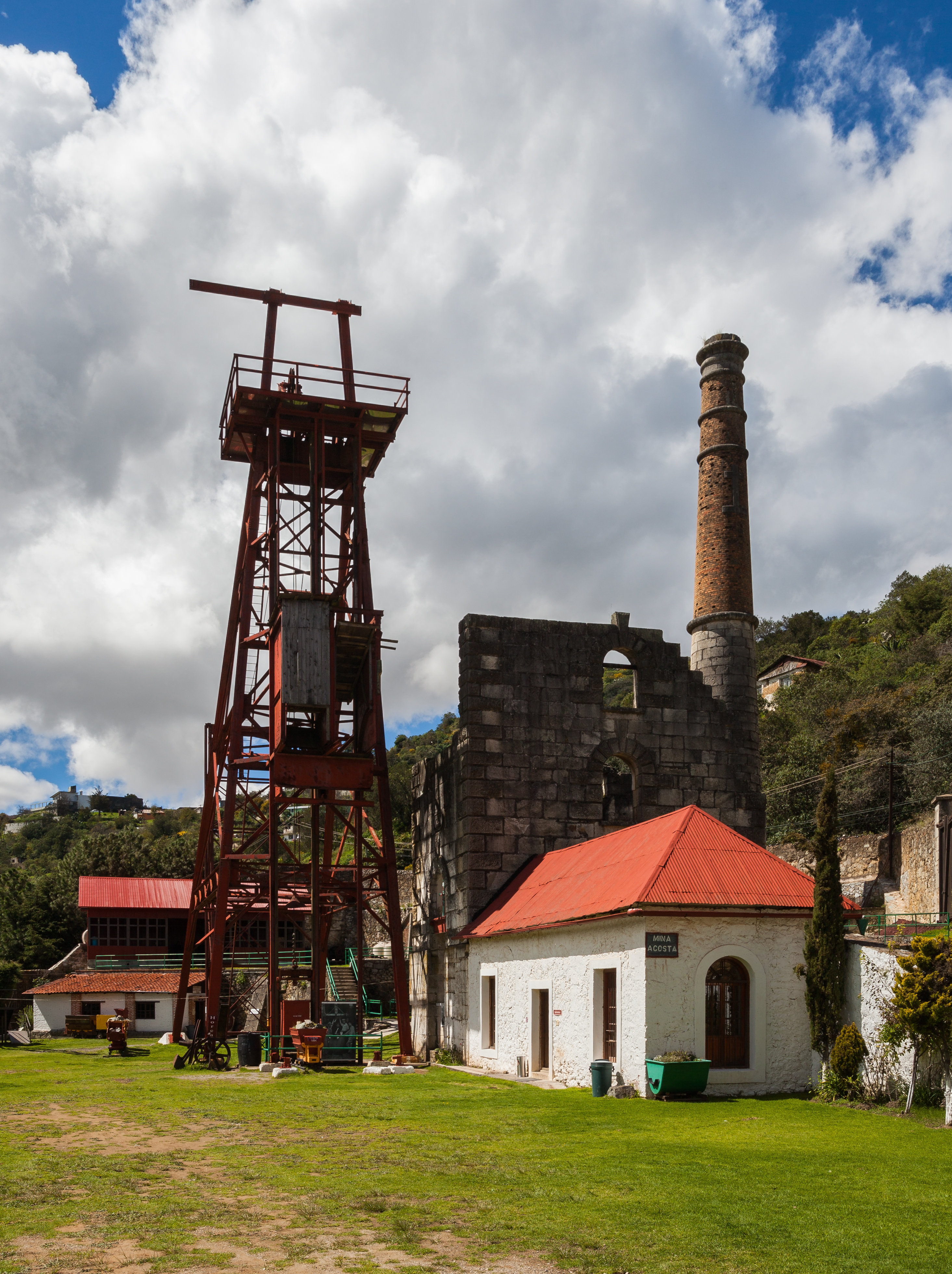
Mina de Acosta en Mineral del Monte, importante mina de la región ubicada sobre la veta y actual museo inaugurado en 2001

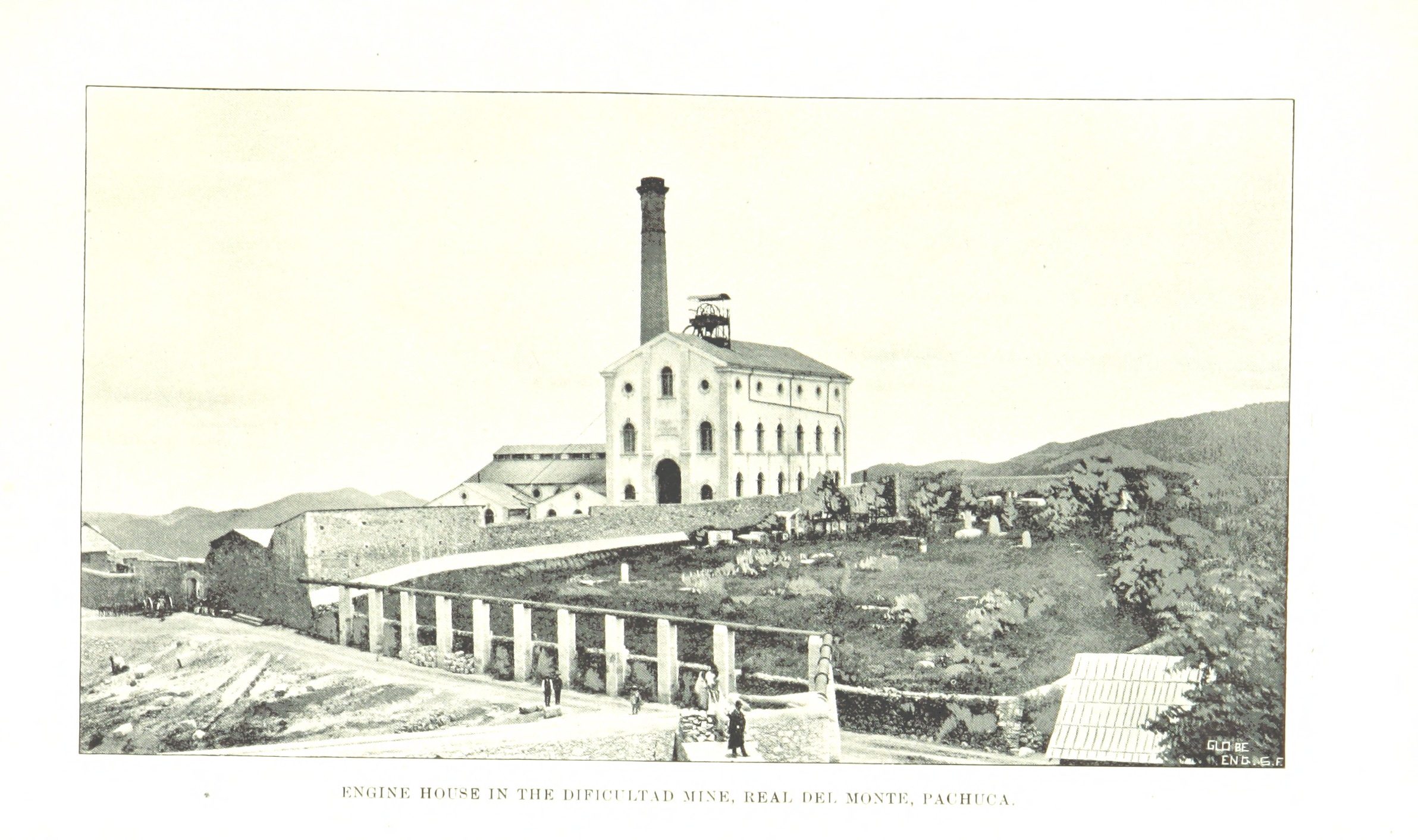
Vista de la sala de máquinas de la Mina La Dificultad en 1893

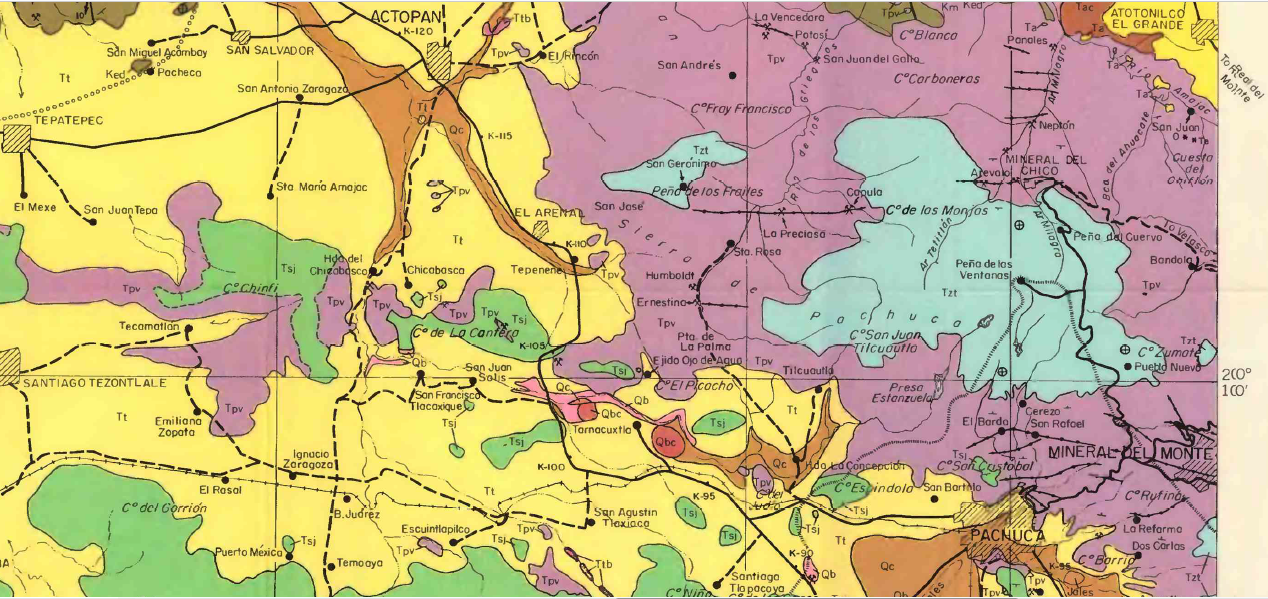
Mapa geológico del Distrito minero de Pachuca-Real del Monte elaborado por el Servicio Geológico de los Estados Unidos.

La veta Vizcaína es una veta mineral de plata y oro ubicada en la Sierra de Pachuca (municipios de Pachuca de Soto y Mineral del Monte) y de la región geográfica del estado de Hidalgo denominada como Comarca Minera, siendo de los yacimientos de plata más antiguos y relevantes en México, nombrada en honor a la Provincia de Vizcaya, España.
En 1552, se hizo público el descubrimiento de las minas por Alonso Rodríguez de Salgado provocando el inicio de una fiebre de plata en la zona y su posterior desarrollo, volviéndose el distrito minero de Pachuca-Real del Monte uno de los más importantes de la Nueva España.  La veta es importante por las ganancias que aportó y su influencia en el crecimiento de Pachuca, Real del Monte y Mineral de la Reforma, sino también por los avances tecnológicos que impulsó, utilizándose por primera vez el método de amalgamación para la obtención de la plata, conocido como "método de patios" cuya invención es atribuida a Bartolomé de Medina. 
Su explotación aún continúa pero en menores proporciones tras el agotamiento de los yacimientos y el cierre de minas/terreros.

## Geología
La veta vizcaína recorre la Sierra de Pachuca donde diversos estudios han destacado su valor metalúrgico y su ayuda en la comprensión de la geología de la comarca minera. 

### Pachuca de Soto
La veta Vizcaína recorre la zona norte del municipio, enclavada en la sierra y rodeada por los cerros de San Cristóbal, El Bordo y Maravillas. En la zona de El Bordo, San Miguel Cerezo y Camelia, el crestón de la veta está constituido por cuarzo con óxidos de hierro con presencia de fracturas inclinadas, rocas madre alteradas significativamente donde diversas vetillas mineralizadas se intersecan para unirse a ella, junto a cristales definidos donde se observa la sedimentación y el metamorfismo del filón, observándose minerales como la calcita, cuarzo, pirita, calcopirita, labradorita, hornblenda, cristobalita, feldespatos, galena, teluros, oro y plata nativos. Las rocas predominantes son dacitas, riolitas, andesitas (pórfidos), brechas y tobas lo que contribuye a la concentración de depósitos argentíferos y aúricos otorgándole potencial minero al distrito. 

### Mineral del Monte
En el municipio, la veta Vizcaína transcurre por el Cerro el Hiloche dirigiéndose al este por el Valle de Tezoantla donde se oculta por las rocas basálticas y se une a las vetas Tapona, Santa Inés y Santa Brígida. Las rocas de la zona son andesitas, cloritas, piritas, manganeso, plata y oro nativo, cuarzo (impregnado de arcillas, óxidos o sulfuros), piróxenas, riolitas, andesitas y tobas que datan del Mioceno. 

### Bonanzas
Cuatro bonanzas han determinado el desarrollo y la urbanización del distrito: la primera en 1552 tras el descubrimiento de las vetas de plata en el Valle de Tlahuelilpan marcando el surgimiento de Pachuca y Real del Monte, la segunda ocurrida en 1851 tras descubrirse la veta El Rosario desatando una cadena de descubrimientos nuevos, la tercera con la llegada de la industria inglesa-córnica y la fundación de la Compañía de Real del Monte y Pachuca y la cuarta con la nueva tecnología que permitió una obtención más sencilla. 

### Minas relevantes

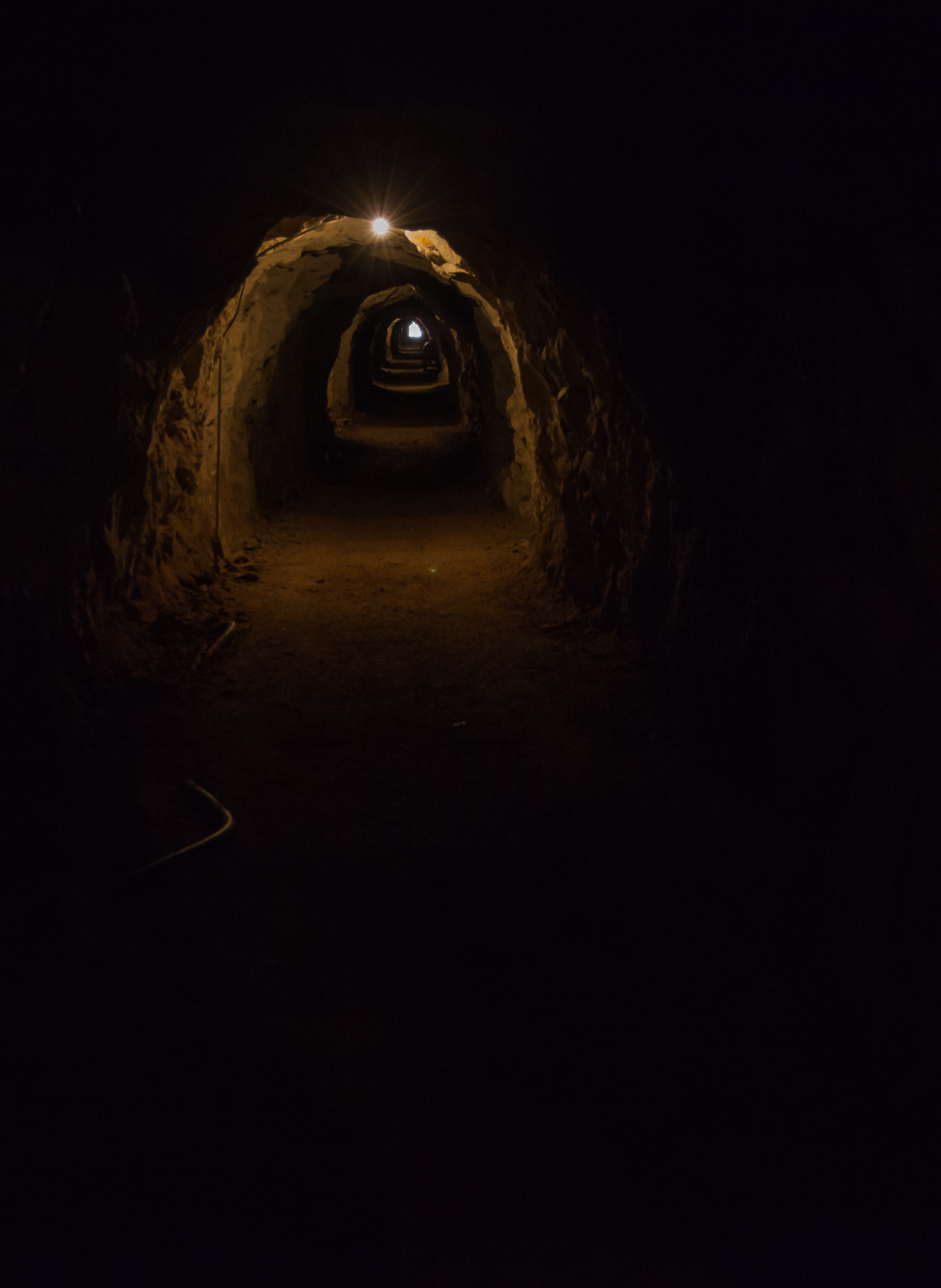
Túnel de la mina de Acosta compuesto por cuarzo

Las minas más importantes sobre la veta Vizcaína son:
- Mina La Camelia
- Mina El Bordo
- Mina de San Juan Pachuca
- Mina de Acosta
- Mina de Dolores
- Mina La Purísima
- Mina La Dificultad [6]

## Historia

### Descubrimiento de las minas
El descubrimiento de las minas en la región fue realizado el 25 de abril de 1552 por Alonso Rodríguez de Salgado. Originario de la Provincia de Huelva en España, llegó al virreinato en 1534 y se estableció en la Ciudad de México donde fue contratado por Antonio de la Cadena y lo acompañó a Pachuca en 1537. 
El 25 de abril de 1552, Alonso Rodríguez de Salgado, salió a pastar antes de que el sol saliera, resentía un inusual frío. Tras salir del Pueblo de Indios de Magdalena Pachuca (actual Pachuquilla) en el valle de Tlahuelilpan partió hacia la sierra y después de un tiempo había llegado a las estribaciones de San Cristóbal y la Magdalena, y colocó una fogata, luego de que el fuego consumió el pastizal, dejó al descubierto minerales opacos característicos del entorno.
Pronto dedujo que aquellos minerales pertenecían a la veta que corría a flor de tierra. Dejó las ovejas y cabras en manos de sus ayudantes, y se dirigió a su casa en Pachuca para partir a Ciudad de México donde compareció ante el Escribano de Minas, Gregorio Montero, para denunciar la mina que el mismo denominó "La Descubridora", y el 29 de abril, tras una inspección la registró a su nombre. Al transformarlo en uno de los centros mineros más importantes del país, su cercanía a la capital contribuyó al desarrollo de la infraestructura del distrito. 

### Pedro Romero de Terreros
En el siglo XVIII, Pedro Romero de Terreros inició el resurgimiento de Mineral del Monte, al encontrar nuevas y ricas vetas que provocó un auge en el estado. Llegó al virreinato en 1729, y se estableció en Santiago de Querétaro con su tío Juan Vásquez de Terreros.  Tras la muerte de su tío en 1735 fue llamado para administrar sus bienes donde se enteró del empeño filantrópico de un joven en el distrito minero de Pachuca-Real del Monte. 
Romero de Terreros se asoció con José Alejandro Bustamante y Bustillo; en 1743 Pedro casi no tenía tiempo para participar en el proyecto debido a su papel como regidor de Querétaro y, al terminar su periodo, sus compañeros regidores lo eligieron alcalde.

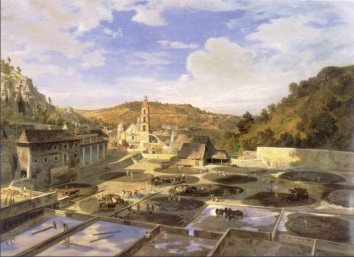
Patio de la Hacienda de Regla de Eugenio Landesio. En la pintura se observa el proceso de Beneficio de patio, en la Hacienda de Santa María Regla.

Tras la muerte de Alejandro, Romero de Terreros quedó como único propietario; donde tras perforar las vetas de la Palma, los Dolores, Santa Águeda, Santa Teresa, La Joya y Santa Brígida halló la veta Vizcaína a 180 metros de profundidad. Estas minas produjeron más de siete millones de pesos en plata, lo que lo convirtió en el hombre más rico de la Nueva España. 

### Influencia inglesa
Tras la Independencia de México las minas fueron abandonadas, lo que conllevó el inicio de varias inversiones en el extranjero para la atracción de capital, cuyo fin era su reapertura. El III Conde de Regla, José María Romero de Terreros, prestó particular interés en Inglaterra; donde pidió que se escribiera un artículo sobre las condiciones de las minas, descritas en el “Manifiesto de la Riqueza de la Negociación de Minas Conocida por la Veta Vizcaína”, cuya publicación se realizó en 1820, se envía a Londres una propuesta de inversión y la autorización para inversionistas. El empresario minero de Cornualles, John Taylor recibe el alquiler de las minas y la adquisición de la Mina de Morán en Real del Monte. 
El 25 de marzo de 1824 parten de Liverpool, el primer grupo, compuesto por quince técnicos ingleses, comandado por James Vetch, así como los comisarios John Rule y Vicente Rivafinoli. En Nueva York tomaron una escala durante cinco días, el 25 de mayo arribaron a Tampico, llegando a Mineral del Monte el 11 de junio de 1824, la mayoría de los inmigrantes a esta región procedían de las zonas mineras de Camborne y Redruth. 

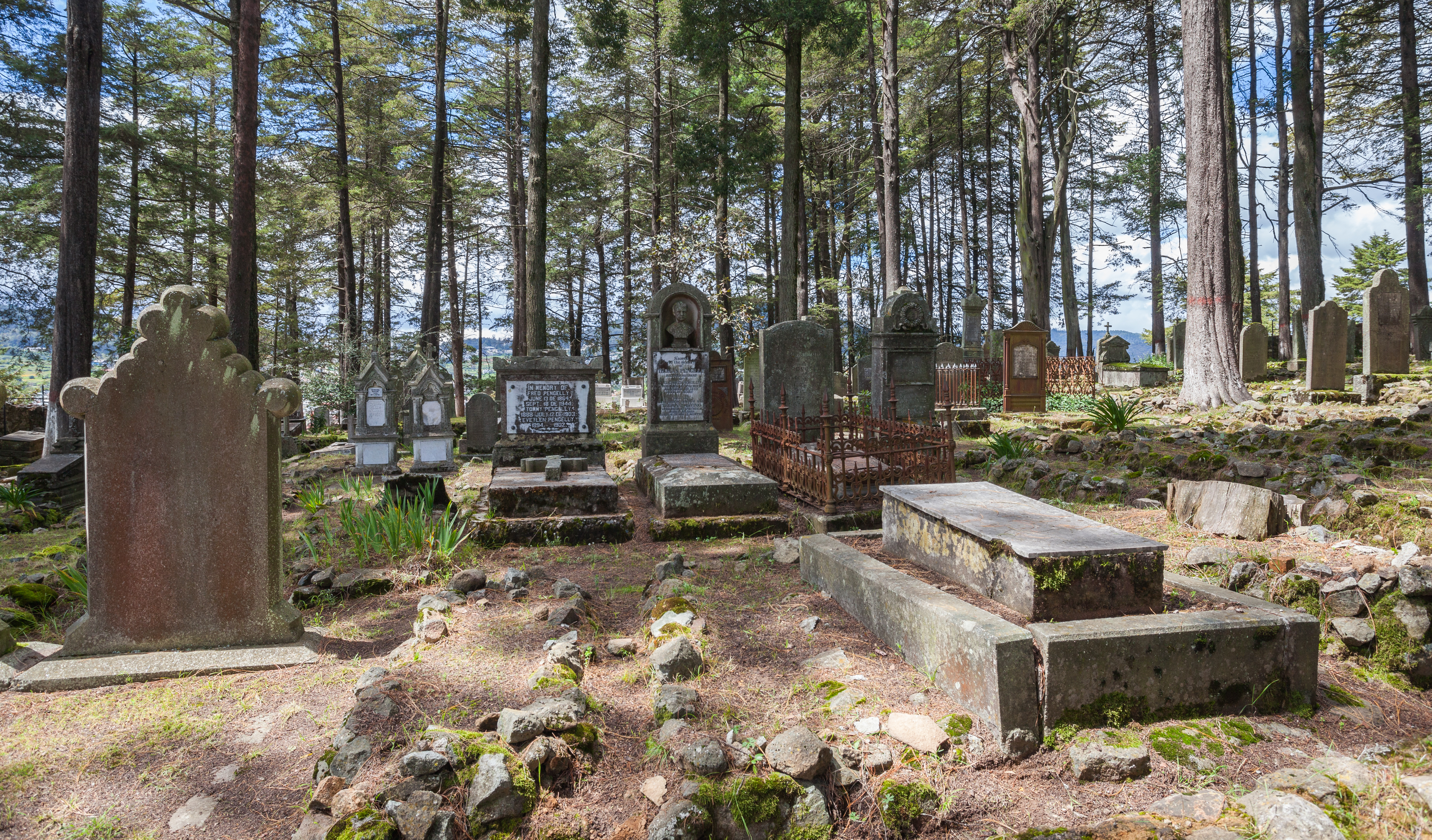
Panteón Inglés ubicado en Real del Monte, se construyó en 1851, cuenta alrededor de 750 tumbas, las sepulturas están alineadas y orientadas hacia Inglaterra.

En 1825, parte de Falmouth una flotilla de cuatro barcos (Melpomene, General Phipps, Sarah y Courier) transportando un grupo de mineros y equipamiento que incluía nueve máquinas de balancín córnicas con sus correspondientes calderas y otro equipo auxiliar; el grupo desembarcó en la playa de Mocambo en Veracruz, muchas de las barcazas que transportaban desde el barco las piezas naufragaron, se emplearon ocho semanas en salvar lo que había quedado de la carga.
Para concretar el envío, fue necesario ampliar caminos y construir carretas, el viaje tuvo una duración de un año, en mayo de 1826, las máquinas y enceres estaban ya en Mineral del Monte. Los principales lugares de trabajo serían las minas de Guadalupe, Santa Teresa, San Cayetano, Dolores, Santa Brígida, Acosta, San Pedro y Corteza, había 3500 mineros córnicos y sus familias vivían en Pachuca y Mineral del Monte.

## Tecnología y desarrollo

Vista del malacate del Museo Mina Dificultad en Real del Monte

### Minería
La introducción y creación de innovaciones tecnológicas, para la extracción y beneficio así como para el desagüe de las minas, creó un patrimonio en técnicas de minado y vestigios tecnológicos, en máquinas y herramientas (movidas por la fuerza animal, el vapor o la electricidad).
Esto incluye el uso de la electricidad y las transformaciones técnicas que sufrió esta industria, así como la llegada de los inversionistas estadounidenses al distrito minero, iniciando profundos cambios en los métodos de exploración, tumbe y acarreo del mineral, así como en su beneficio. El sistema de beneficio por cianuración reemplazó al de beneficio de patio, basado principalmente en la utilización del azogue. 

Muestra de las calderas de vapor de la mina

Estas acciones incrementaron la productividad de las minas, posicionando a este distrito minero como el primer productor de plata en el mundo. Así, las transformaciones industrializaron la minería, trayendo consigo horcas metálicas, poleas, canastillas y instalaciones para el molido del metal. Por ejemplo, en la Mina de Dificultad se puede observar parte de esa maquinaria: una grúa de vapor construida por The Brown Hoisting Machinery Co., en Cleveland, los camiones Mack, maquinaria y planos elaborados por la United States Smelting Refining and Mining Company (USSR&MCo.). 

### Procesado metalúrgico
- Proceso de trituración: El material que contenía metales de ley era molido hasta reducir su tamaño lo que facilitaba su manejo y procesamiento, la recuperación del metal y la reducción de costos.
- Proceso de cianuración: El material ya triturado se mezclaba con cianuro de sodio diluido en agua, para separar la plata del resto de materiales.
- Proceso de flotación: Se rescataba el mineral utilizando burbujas de aire donde formaba una espuma y la plata/oro se recolectaba en canaletas de agua, finalmente los residuos se depositaban en los jales de Mineral de la Reforma o Pachuca.
- Proceso de fundición: Consiste en calentar el metal hasta su derretimiento, después se procede al vaciado del líquido en un molde donde se deja solidificar para extraerla y concluir con su pulido en la Mina de Loreto, ubicada en Pachuca. [14]

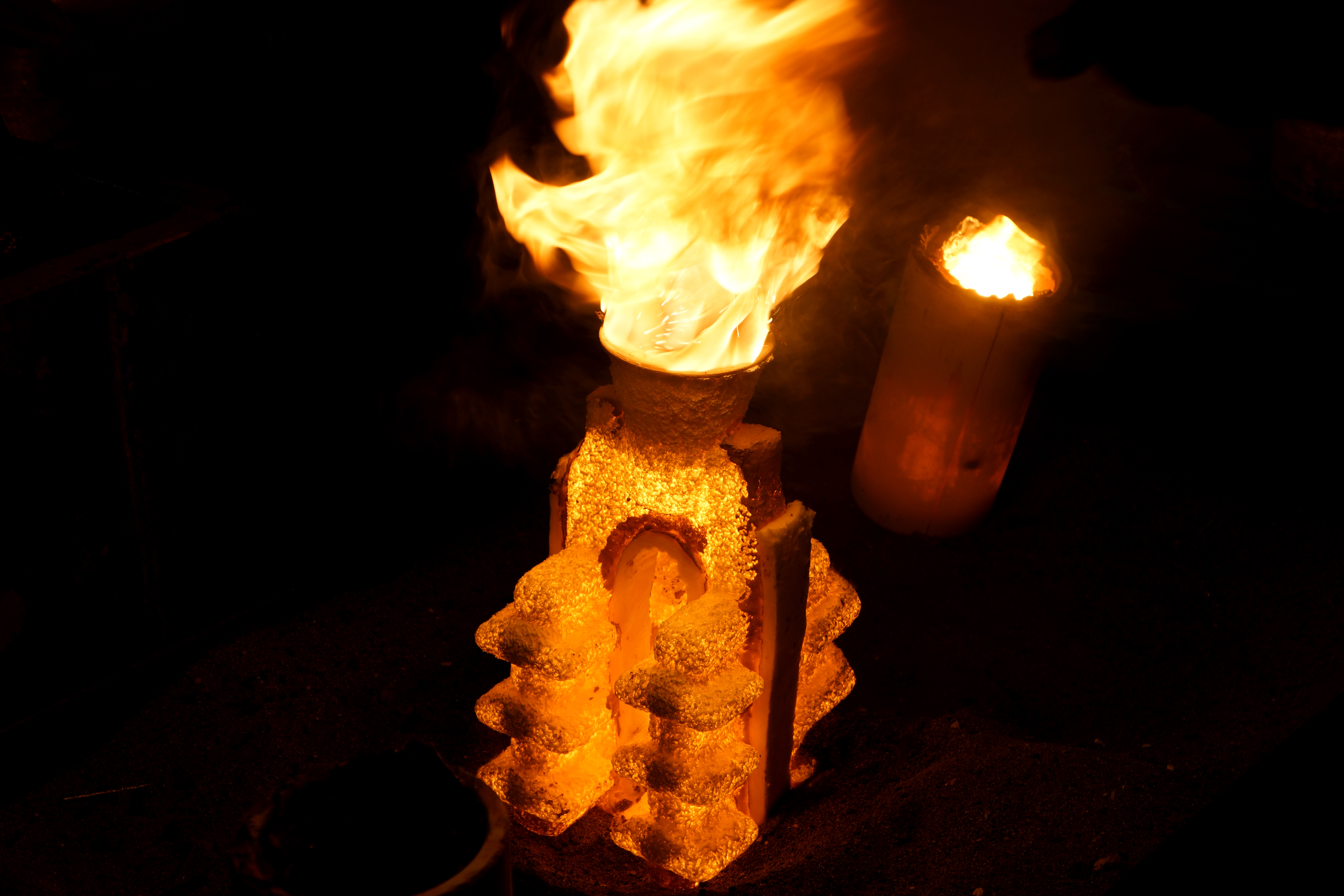
Ejemplo de fundición de acero en un molde de cerámica

## Actualidad

### Legado

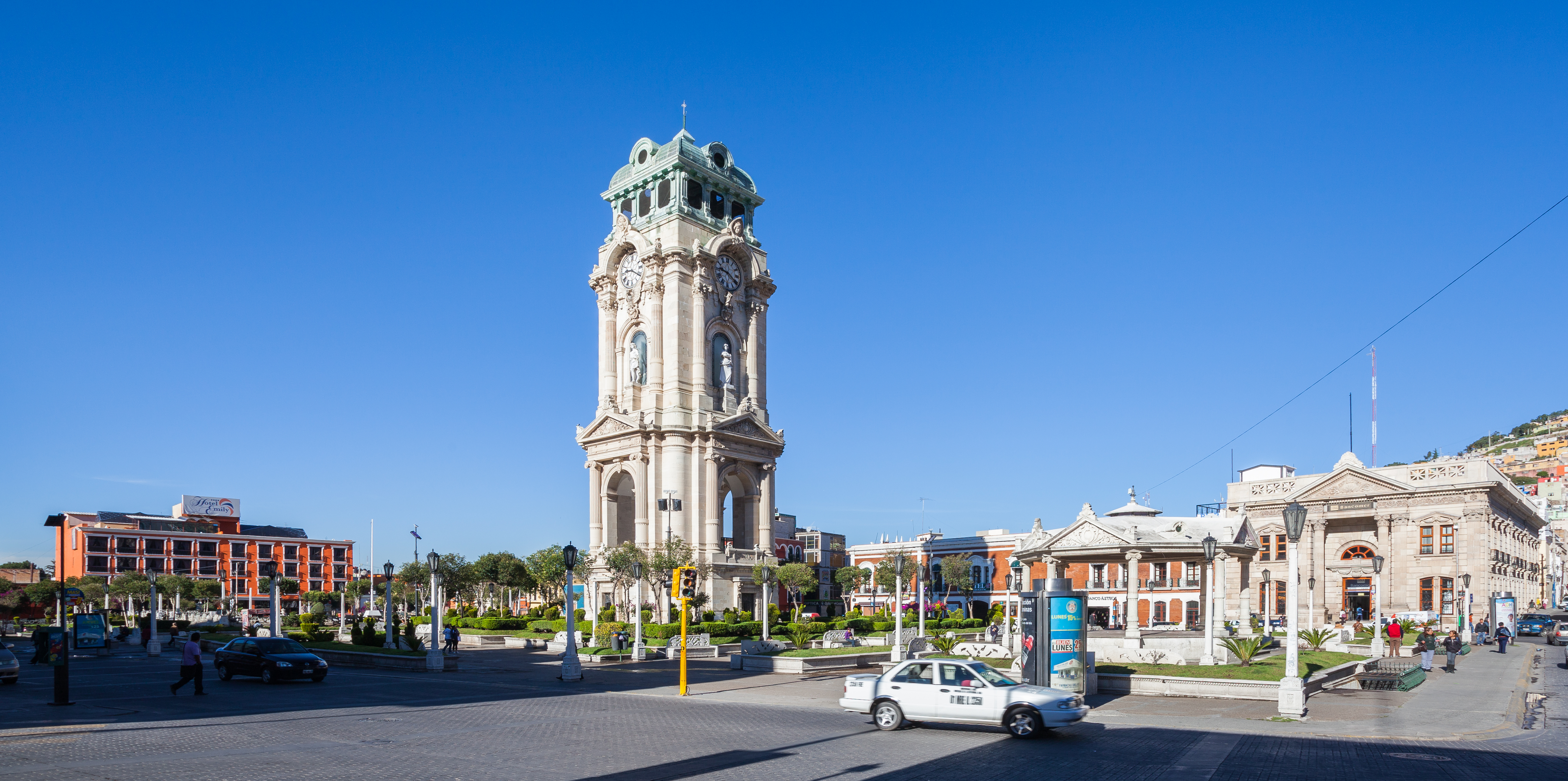
El Reloj Monumental de Pachuca en el Centro Histórico, símbolo representativo de la ciudad

La minería ayudó a la fundación de ciudades, el desarrollo de la Comarca Minera dejando al estado una rica tradición, patrimonio cultural y arquitectónico; en la actualidad, sigue siendo una de las principales actividades económicas en Hidalgo, contribuyendo significativamente al Producto Interno Bruto (PIB) del estado proporcionando empleos y avanzando para la sostenibilidad y sustentabilidad futuras.   La producción total del Distrito minero de Pachuca-Real del Monte fue de 80 millones de toneladas (divididas entre oro/plata) aportando el 6% de la plata mundial de los últimos 5 siglos y el 12% en la actualidad, aún restando un estimado neto de 40,000 toneladas de plata (1,400 millones de onzas) y 200 toneladas de oro (7 millones de onzas); lo que lo convirtió en el yacimiento más grande del mundo solo siendo superado recientemente por el Distrito de Fresnillo en Zacatecas. Posee obras y excavaciones subterráneas que alcanzan los 2,000 km.  